# Mr. Belvedere Goes to College
Mr. Belvedere Goes to College é um filme de comédia estadunidense  de 1949 dirigido por Elliott Nugent e estrelado por Clifton Webb e Shirley Temple. Foi lançado em 15 de abril de 1949 pela Twentieth Century-Fox.

## Elenco
- Clifton Webb como Lynn Belvedere
- Shirley Temple como Ellen Baker
- Tom Drake como Bill Chase
- Alan Young como .Avery Brubaker
- Jessie Royce Landis como Sra. Chase
- Jessie Royce Landis como Sra. Chase
- Kathleen Hughes como Kay Nelson
- Taylor Holmes como Dr. Gibbs
- Alvin Greenman como Cornelius Whittaker
- Paul Harvey como Dr. Keating
- Barry Kelley como Policial Griggs
- Robert Patten como Joe Fisher
- Jeff Chandler como Pratt
- Kathleen Freeman como Gwendolyn (sem créditos)